# 龍豐集團
龍豐集團為香港一家藥妝百貨連鎖集團，截至2025年4月，全港共有25間分店。

## 沿革
龍豐集團老闆謝少海由1992年在香港上水龍豐花園的一家小藥房，慢慢發展成今天全港其中一間最具規模的藥妝百貨連鎖集團。2018年開始使用微信支付。
2020年香港因受COVID-19疫情影響，掀起搶購口罩潮，導致市面上口罩一度嚴重缺貨。龍豐集團逐公布免費派出36,000個口罩及9,000支消毒搓手液予上水區內市民。2020年8月，香港龍豐集團也緊隨時代發展步伐，順勢而上，快速調整行銷模式，開通了香港龍豐集團線上自營商城、京東店、天貓店[3]。2020年，龍豐集團在上水區內經營兩間龍豐地產，以及在開設龍豐牛什粉麵。